# Платамонас (дем Дион-Олимп)
Платамонас (на гръцки: Πλαταμώνας, катаревуса: Πλαταμών, Платамон) е крайбрежен град в Егейска Македония, Гърция, дем Дион-Олимп в административна област Централна Македония.

## География
Градът е разположен след Неос Пантелеймонас по националния път Е75 от Солун за Атина в подножието на планина Олимп.

## История
Името на града в древността е Хераклио или Хераклия (Ηράκλειο, Ηράκλεια). Последвалата история е свързана с известната Платамонска крепост. Едно от първите споменавания на Пиерия е именно относно Платамонас, във венециански документ от май 1193 година.
Александър Синве („Les Grecs de l’Empire Ottoman. Etude Statistique et Ethnographique“) в 1878 година пише, че в Платамона (Platamona), Платамонска епархия, живеят 2000 гърци.
През октомври 1912 година, по време на Балканската война, в селото влизат гръцки части и след Междусъюзническата война в 1913 година селото остава в Гърция. Платамонас не фигурира в преброяването от 1913 година, а в 1920 година има само 62 жители. В 20-те години в него са заселени гърци бежанци. В 1928 година е чисто бежанско селище с 23 бежански семейства и 93 жители бежанци.
Населението се занимава основно с туризъм.
| Име      | Име       | Ново име  | Ново име  | Описание                                          |
| -------- | --------- | --------- | --------- | ------------------------------------------------- |
| Салтани  | Σαλτάνι   | Криовриси | Κρυόβρυση | връх в Олимп на З от Палеос Пантелеймонас (683 m) |
| Караагач | Καραγάτσι | Ливадия   | Λιβάδια   |                                                   |

| Година    | 1913 | 1920 | 1928 | 1940 | 1951 | 1961 | 1971 | 1981 | 1991 | 2001 | 2011 | 2021 |
| --------- | ---- | ---- | ---- | ---- | ---- | ---- | ---- | ---- | ---- | ---- | ---- | ---- |
| Население |      | 62   | 93   | 296  | 543  | 885  | 1368 | 1568 | 1586 | 2197 | 2013 | 1996 |

## Личности
Родени в Платамонас
- Антониос Друнгас (Αντώνιος Δρούγκας), гръцки андартски деец от трети клас, член на местния комитет и помощник на Папатанасис Икономос, куриер и водач и на четата на Малеас[8]
- Димитриос Геровасилис (Δημήτριος Γεροβασίλης), гръцки андартски деец, четник при капитан Кольос, остава инвалид след сражение с турци[8]